# Milestone Media
Milestone Media é uma empresa mais conhecida por criar o selo de quadrinhos americanos Milestone Comics, distribuído pela DC Comics, e a  série de desenhos animados Static Shock. Foi fundada em 1993 por uma coligação de roteiristas e desenhistas afro-americanos, composto por Dwayne McDuffie, Denys Cowan, Michael Davis, e Derek T. Dingle. Os fundadores acreditavam que as minorias foram severamente sub-representadas nos quadrinhos americanos, e acham Milestone Media poderia resolver esta questão. A partir de 2016, os personagens e universo se tornaram propriedade da DC Comics.